# 1922 (фильм)
«1922» — американский художественный фильм режиссёра Зака Хилдитча по одноимённой повести писателя Стивена Кинга, вышедшей в 2010 году в сборнике «Тьма, — и больше ничего». В центре сюжета повести и фильма, действие которых происходит в 1922 году в американской глубинке, — убийство фермером своей жены и последовавшая за этим расплата.
Премьера фильма состоялась 23 сентября 2017 года на кинофестивале Fantastic Fest. Фильм вышел на канале Netflix 20 октября 2017 года и получил одобрительные отзывы рецензентов.

## Сюжет
Небраска, 1922 год. Фермер Уилфред Джеймс, возделывает большой надел земли с кукурузными полями. Значительная часть надела досталась ему благодаря женитьбе на Арлетт, однако жене наскучила деревенская жизнь, и она предлагает выгодно продать землю, тем более что покупатель уже нашёлся. После этого можно будет переехать в Омаху, где Арлетт хотела бы открыть магазин одежды. Однако Уилфред не хочет продавать землю и считает, что «города — для дураков». Он предлагает Арлетт выкупить у неё землю в течение нескольких лет, но Арлетт не хочет ждать так долго. Четырнадцатилетний сын Уилфреда и Арлетт — Генри занимает сторону отца — ему нравится та жизнь, которую они ведут, к тому же недавно у него появилась подружка Шеннон, дочь соседей.
После долгих споров Уилфред понимает, что жену переубедить не удастся, и решается на крайнюю меру: он объясняет сыну, что остаться жить на своей земле им удастся, только если они убьют Арлетт. Сын с колебаниями соглашается, потому что Уилфред настаивает, что переезд в город будет означать конец их отношениям с Шеннон. Однажды ночью Уилфред в присутствии сына перерезает горло жене и сбрасывает её тело в сливной колодец. В колодце оказывается множество крыс, которые тут же набрасываются на труп.
К Уилфреду приезжает представитель покупателя земли, чтобы оформить сделку, однако Уилфред не пускает его в дом и сообщает, что жена на рассвете ушла, никому ничего не сказав и забрав свои драгоценности. Полицейский осматривает дом, но тоже не находит ничего подозрительного. Уилфред и Генри сбрасывают в колодец корову и засыпают её землёй, чтобы со стороны это выглядело как необходимость закопать труп животного. Тем не менее, крысы с тех пор повсюду преследуют Уилфреда.
Вскоре выясняется, что Шеннон ждёт ребёнка от Генри. Приезжает отец Шеннон и говорит Уилфреду, что он отправит дочь в католический приют, а после рождения ребёнка тот будет отдан в детский дом, а дочь вернётся домой. Он называет сумму, которую Уилфред будет должен ему со своей стороны за все хлопоты, связанные с беременностью Шеннон. Однако Генри и Шеннон убегают, и впоследствии до Уилфреда доходят слухи о том, что молодой человек с пистолетом грабит магазины, и в этом подозревается Генри.
Уилфред замечает, что в доме прохудилась крыша, и берёт крупный залог, чтобы зимой заниматься благоустройством дома. Однако его преследуют неприятности. Его кусает в руку крыса, рана никак не заживает, дыра в крыше увеличивается, и сквозь неё в комнату летит снег. Наконец, в руке начинается заражение крови. В метель Уилфред не может завести машину, чтобы поехать к врачу. В доме он начинает видеть призрак Арлетт. Скрываясь от него, он заходит в подвал и падает там с лестницы. Арлетт, окружённая крысами, рассказывает ему, что Генри и Шеннон продолжают грабежи, и в один из дней вступают в перестрелку, в которой Шеннон получает ранение. Генри под снегом доносит её на руках до заброшенного домика, но там Шеннон умирает, а Генри кончает с собой, застрелившись.
Полицейский отвозит Уилфреда в город, где тому ампутируют кисть руки. Полицейский также говорит, что у дороги найден труп убитой женщины, вероятнее всего это Арлетт, которую могли убить, когда она уходила из дома. Таким образом с Уилфреда снимаются подозрения. Однако он теряет поместье и вынужден продать землю, несколько лет он работает на разных работах и пропивает все деньги. Наконец, в комнате гостиницы он пишет своё признание о том, что случилось в 1922 году. Комнату наводняют крысы, а затем появляются умершие Арлетт, Генри и Шеннон. Сын с ножом в руке говорит Уилфреду, что смерть наступит очень быстро.

## В ролях
- Томас Джейн — Уилфред Джеймс
- Молли Паркер — Арлетт Джеймс
- Дилан Шмид — Генри Джеймс
- Кейтлин Бернард — Шеннон Коттери
- Нил МакДонаф — Харлан Коттери
- Брайан д’Арси Джеймс — шериф Джонс
- Боб Фрэзер — мистер Лестер

## Приём
Рейтинг фильма на Rotten Tomatoes составляет 87 % (основан на 30 обзорах).